# Bimenes
Bimenes är en kommun i Spanien. Den ligger i den autonoma regionen Asturien i nordvästra delen av landet, 400 km norr om huvudstaden Madrid. Antalet invånare är 1 649 (2024).